# Циммерман, Йенс
Йенс Оливер Циммерман (нем. Jens Oliver Zimmermann, 6 августа 1972 года, Фройденштадт, Германия) — немецкий диктор, журналист, ведущий спортивных мероприятий и спортивный менеджер. Йенс — комментировал на немецком языке лыжные гонки и санный спорт на Олимпийских Играх 2010 в Ванкувере и Олимпийских Играх 2014 в Сочи на стадионе.

## Биография

### Начало карьеры
Йенс начал свою карьеру в качестве пресс-секретаря популярной в Штутгарте футбольной команды Stuttgarter Kickers, дослужившись до маркетинг-директора, пост которого он занимал с 2009 по 2011 год. В 2011 году Йенс Циммерман создает компанию «Marketing-Moderation Zimmermann», целью которой является подписание контрактов с атлетами а качестве их агента.

### Основная деятельность
В связи с расширением бизнеса в 2014 году создаётся второе агентство, «24passion GbR», которое занимается оказанием услуг развлекательного характера для спортивных мероприятий, занимается разработкой маркетинговых стратегий, а также продолжает выступать в качестве агента для таких спортсменов, как гимнасты Марсель Ньюен, Андреас Тоба и Элизабет Зайтц, борец греко-римского стиля Франк Штеблер, шорт-трекистка Анна Зайдель, чемпион мира 2015 года по лыжному двоеборью Йоханнес Ридзек, Мануель Фаисст, Льюис Бретауер, Себастиан Брадач, гандболисты Феликс Кёниг и Марсель Шиллер, Алине Фокен и ски-кроссер Даниель Бонакер.

### Ведущий
В качестве ведущего Йенс Циммерман провёл более 500 соревнований как на немецком, так и английском языке. Его профессиональная карьера включает проведение таких мероприятий, как Олимпийские игры, Турне 4 трамплинов, Чемпионат мира по гандболу 2007, Чемпионат мира по лыжным гонкам, а также более 60 матчей по гандболу в Бундеслиге (немецкая национальная лига).